# Charles Stephen Jaeger
Charles Stephen Jaeger (* 1. September 1940) ist ein US-amerikanischer Germanist.

## Leben
Charles Jaeger studierte an der University of California, Berkeley (BA 1963; MA 1965; PhD 1970 bei Blake Lee Spahr) an der Universität Tübingen (1960–1961) und an der Universität Wien (1965). Er lehrt seit 2001 an der University of Illinois at Urbana-Champaign als Gutgsell Professor of German and Comparative Literature.
Seine Forschungsschwerpunkte sind mittelalterliche deutsche und lateinische Literatur; Geistes- und Sozialgeschichte des Mittelalters/Renaissance; Geschichte des Humanismus; Deutsche Antike, germanische Mythologie; Deutsche Literatur des 20. Jahrhunderts; europäisches und amerikanisches Kino; ästhetische Theorie.

## Schriften (Auswahl)
- Medieval humanism in Gottfried von Strassburg’s Tristan und Isolde. Heidelberg 1977, ISBN 3-533-02654-X.
- The envy of angels. Cathedral schools and social ideals in medieval Europe, 950–1200. Philadelphia 1994, ISBN 0-8122-3246-1.
- Ennobling love. In search of a lost sensibility. Philadelphia 1999, ISBN 0-8122-1691-1.
- Die Entstehung höfischer Kultur. Vom höfischen Bischof zum höfischen Ritter. Berlin 2001, ISBN 3-503-04992-4.